# Arena (banda)

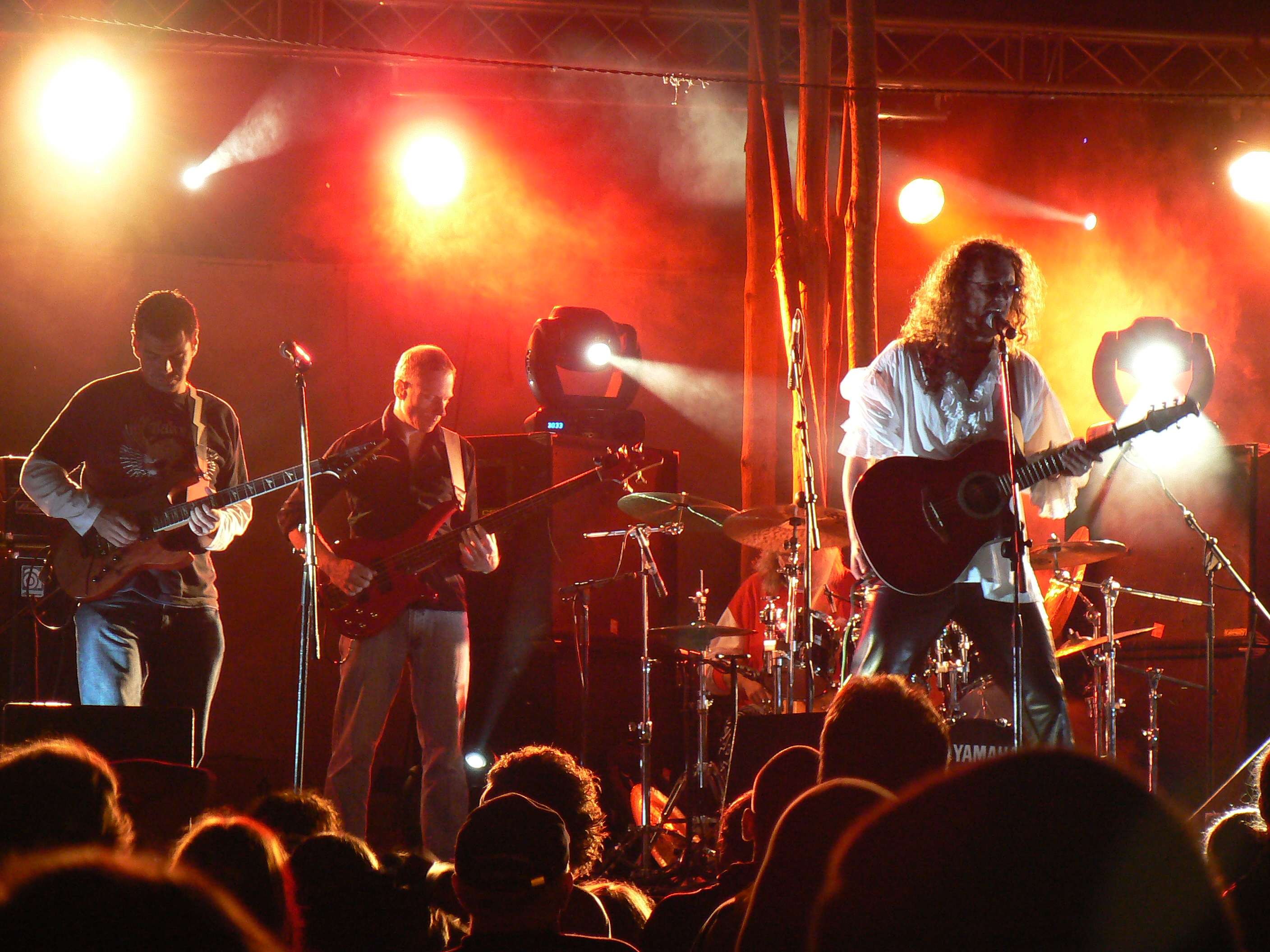
Arena en el " BalticProgFest" en Lituania.

Arena es una banda de metal progresivo británica formada en 1995 por Clive Nolan y Mick Pointer. Todas las letras de la banda son escritas por Clive.
La banda musicalmente tiene un estilo de música ambiental, con pasajes instrumentales, característica marcada en los grupos de rock y metal progresivo.

## Integrantes
- Damian Wilson - Voces
- Kylan Amos - Bajo
- John Mitchell - Guitarra
- Clive Nolan - Teclados
- Mick Pointer - Batería

## Exintegrantes
- Paul Manzi
- John Carson
- John Jowitt
- Keith More
- Paul Wrightson
- Cliff Orsi
- Rob Sowden
- Ian Salmon

## Discografía
- Álbumes

1. Songs from the Lion's Cage (1995)
2. Pride (1996)
3. The Cry (1997) (Incluyendo material de los 2 primeros álbumes)
4. Welcome to the Stage (1997) (live)
5. The Visitor (1998)
6. Immortal? (2000)
7. Breakfast in Biarritz (2001) (live)
8. Contagion (2003)
9. Contagious (EP, 2003)
10. Contagium (EP, 2003)
11. Radiance (2003 versión acústica de Contagion)
12. Live & Life (2004) (Double Live CD + DVD)
13. Pepper's Ghost (2005)
14. The Seventh Degree of Separation (2011)
15. Contagion - 10 Years Anniversary (2014)
16. The Unquiet Sky (2015)
17. Double vision (2018)
18. The Theory of Molecular Inheritance (lanzamiento octubre 2021)

- DVD

1. Caught In The Act (2003)
2. Smoke & Mirrors (2006)
3. Rapture (2011)
4. Arena: XX (2016)
5. Re-Visited (2018)